# Galicea (gmina)
Galicea – gmina w Rumunii, w okręgu Vâlcea. Obejmuje miejscowości Bratia din Deal, Bratia din Vale, Cocoru, Cremenari, Dealu Mare, Galicea, Ostroveni, Teiu i Valea Râului. W 2011 roku liczyła 3748 mieszkańców.